# Franco Marvulli

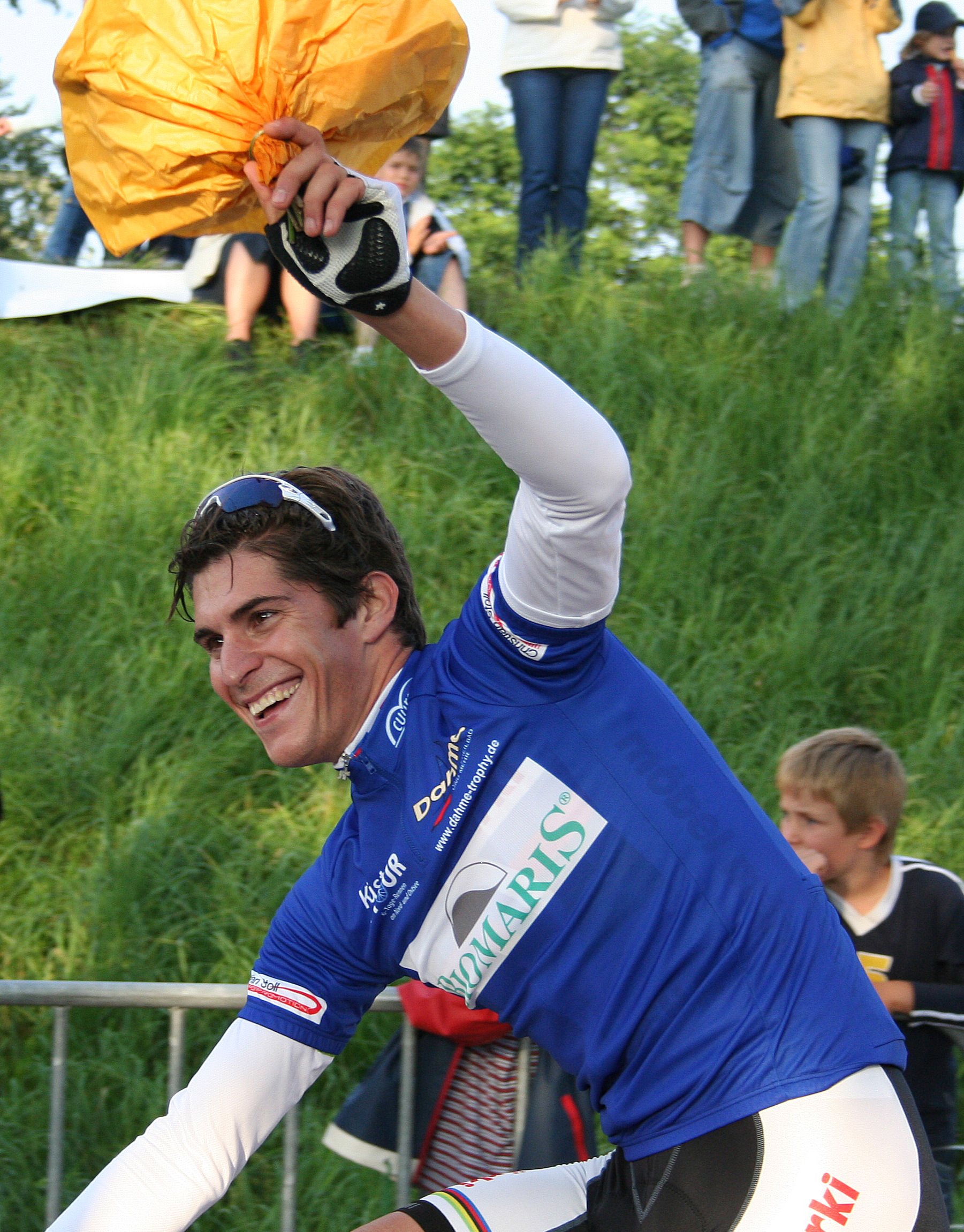
Franco Marvulli en 2007

Franco Marvulli (né le 11 novembre 1978 à Zurich) est un coureur cycliste suisse des années 2000-2010. Spécialiste de la piste, il est double champion du monde du scratch et de l'américaine avec Bruno Risi. Entre 2005 et 2010, il participe aux épreuves de Six jours avec ce dernier. Leur duo a notamment dominé la saison 2007-2008, avec 12 podiums dont 8 victoires en 13 épreuves.

## Biographie

### Carrière sportive
Après deux médailles d'argent chez les amateurs au championnat d'Europe de poursuite individuelle (obtenues en 1998 et 1999), Franco Marvulli se spécialise principalement dans les autres disciplines d'« endurance » sur piste : la course aux points, la course à l'américaine (Madison), ou le scratch ainsi que les épreuves de Six jours.
À trois reprises, il prend part aux Jeux olympiques. En 2000, il participe à la poursuite individuelle où il prend la quinzième place. Aux Jeux d'Athènes en 2004, il remporte la médaille d'argent lors de la course à l'américaine (avec Bruno Risi). Quatre ans plus tard, en 2008, il termine onzième de la même épreuve. Il compte également quatre titres de champions du monde, deux en scratch et deux sur l'américaine (avec Bruno Risi) ainsi qu'une médaille d'argent (sur l'américaine) et 27 victoires sur les épreuves de Six jours.
En novembre 2013, Marvulli annonce que la saison 2013/2014 est sa dernière saison avant de prendre sa retraite. En janvier 2014, il participe à sa dernière course, lors des Six Jours de Berlin.

### L'après carrière
En mars 2014, Franco Marvulli est nommé membre honoraire de la Fédération de cyclisme suisse, Swiss Cycling.

## Palmarès sur piste

### Jeux olympiques
- Sydney 2000
  - 15e de la poursuite
- Athènes 2004
  -  Médaillé d'argent de l'américaine (avec Bruno Risi)
- Pékin 2008
  - 11e de l'américaine

### Championnats du monde
- Copenhague 2002
  -  Champion du monde du scratch
- Stuttgart 2003
  -  Champion du monde de l'américaine (avec Bruno Risi)
  -  Champion du monde du scratch
  - 8e de la course aux points
- Melbourne 2004
  -  Médaillé d'argent de l'américaine
  - 18e du scratch
- Los Angeles 2005
  - 5e du scratch
- Palma de Majorque 2007
  -  Champion du monde de l'américaine (avec Bruno Risi)
- Pruszkow 2009
  - 21e du scratch
- Copenhague 2010
  - 15e de l'américaine
  - 20e du scratch
- Melbourne 2012
  - 12e du scratch
  - 12e de l'américaine

### Coupe du monde
- 1999
  - 1er de la course aux points à Mexico
  - 3e de la poursuite individuelle à Moscou
- 2001
  - 1er de l'américaine à Szczecin (avec Alexander Aeschbach)
  - 1er de la poursuite individuelle à Ipoh
  - 3e de l'américaine à Cali
- 2002
  - 1er du scratch à Monterrey
  - 1er de la course aux points à Kunming
  - 1er de l'américaine à Kunming (avec Alexander Aeschbach)
  - 2e de l'américaine à Moscou
  - 2e du scratch à Kunming
  - 3e de l'américaine à Monterrey
- 2003
  - 2e de l'américaine au Cap
  - 2e du scratch à Aguascalientes
- 2004
  - Classement général du scratch
  - 2e de l'américaine à Aguascalientes
  - 3e du scratch à Aguascalientes
  - 3e de l'américaine à Sydney
- 2008-2009
  - 2e du scratch à Copenhague

### Six jours
- 2001 : Grenoble (avec Alexander Aeschbach)
- 2003 : Grenoble, Moscou (avec Alexander Aeschbach)
- 2004 : Grenoble (avec Alexander Aeschbach)
- 2005 : Stuttgart (avec Bruno Risi et Kurt Betschart)
- 2006 : Aguascalientes, Mexico (avec Luis Macías), Maastricht (avec Bruno Risi), Fiorenzuola d'Arda (avec Marco Villa), Grenoble (avec Alexander Aeschbach)
- 2007 : Stuttgart (avec Bruno Risi et Alexander Aeschbach), Zurich, Copenhague, Hasselt, Fiorenzuola d'Arda, Dortmund, Munich, Zuidlaren (avec Bruno Risi)
- 2008 : Zurich, Berlin, Copenhague, Hasselt (avec Bruno Risi)
- 2009 : Tilbourg (avec Tristan Marguet), Grenoble (avec Luke Roberts), Munich et Zurich (avec Bruno Risi)
- 2010 : Brême (avec Bruno Risi) et Grenoble (avec Alexander Aeschbach)
- 2011 : Zurich (avec Iljo Keisse)
- 2012 : Bassano del Grappa (avec Elia Viviani) et Fiorenzuola d'Arda (avec Tristan Marguet)
- 2013 : Brême (avec Marcel Kalz) et Bassano del Grappa (avec Piergiacomo Marcolina)

### Championnats d'Europe
- 1998
  -  Médaillé d'argent de la poursuite individuelle espoirs
- 1999
  -  Médaillé d'argent de la poursuite individuelle espoirs
- Brno 2001
  -  Champion d'Europe de l'omnium
- Büttgen 2002
  -  Champion d'Europe de l'omnium
- Moscou 2003
  -  Champion d'Europe de l'omnium
- Valence 2004
  -  Champion d'Europe de l'américaine (avec Alexander Aeschbach)
- 2006
  -  Champion d'Europe de l'américaine (avec Bruno Risi)
  -  Médaillé de bronze de l'omnium

### Championnats de Suisse
Franco Marvulli compte 48 titres de champion de Suisse au total.
- Champion de Suisse de l'omnium juniors en 1996
- Champion de Suisse de la poursuite individuelle : 1998, 1999, 2000, 2002, 2003, 2004, 2005, 2006, 2008, 2009 et 2011
- Champion de Suisse du kilomètre : 1999 et 2002
- Champion de Suisse de la poursuite par équipes : 2003 (avec Alexander Aeschbach, Marcel Dunkel et Markus Kammermann) et 2008 (avec Alexander Aeschbach, Dominique Stark et Bernhard Oberholzer)
- Champion de Suisse de la course par élimination : 2003
- Champion de Suisse du scratch : 2005, 2006, 2008 et 2010
- Champion de Suisse de la course aux points : 1999, 2005, 2009 et 2010
- Champion de Suisse de l'américaine : 2005 et 2006 (avec Alexander Aeschbach), 2007 (avec Bruno Risi), 2008 (avec Dominique Stark) et 2010 (avec Loïc Perizzolo)
- Champion de Suisse de vitesse individuelle : 2012

## Palmarès sur route
- 2000
  - 3e du championnat de Suisse du contre-la-montre espoirs
- 2004
  - 5e étape du Tour du Salvador
- 2005
  - Prologue, 2e (contre-la-montre par équipes), 5e et 6e étapes du Tour du Salvador
- 2009
  - 3e étape du Tour de la Nouvelle-Calédonie